# Пролетарка (Алтайский край)
Пролетарка — село в составе сельского поселения Пролетарский сельсовет, Алтайский район, Алтайский край, Россия.

## География
Село расположено на реке Сараса, в том месте, где в нее впадает река Малая Кыркыла.
Расстояние до
- районного центра села Алтайское 17 км.
- областного центра г. Барнаул 205 км.

Уличная сеть
В селе 2 улицы: Заречная и Школьная.
Ближайшие населенные пункты
Большая Кыркыла 4 км, Черемшанка 7 км, Басаргино 8 км, Сараса 8 км, Комар 9 км.
Климат
Село расположено в предгорном районе, климат резко континентальный. Погода формируется в результате частой смены воздушных масс. Средняя температура летом +26-28°С, может достигать +40-41°С градусов, зимой температура может опуститься до минус 50-55°С, средняя температура −20-24°С. В летнее время года часто дует северный ветер.

## История
История села неразрывно связана с историей становления страны под именем Советский Союз. После смерти В. И. Ленина, новая экономическая политика была свернута. Власти объявили о создании колхозов и начале индустриализации. Это время было периодом создания и укрупнения деревень. В самих названиях той поры отражена историческая эпоха. После 1926 года в Алтайском крае образованы деревни Горный Партизан, Победа, Единый Труд . В период колхозно-совхозного строительства был создан колхоз «Пролетарский», и на его территории стояла центральная усадьба — Пролетарка.

## Население
| 1997 | 1998 | 1999 | 2000 | 2001 | 2002 | 2003 |
| ---- | ---- | ---- | ---- | ---- | ---- | ---- |
| 250  | →250 | →250 | →250 | ↘249 | ↘236 | ↗250 |
| 2004 | 2005 | 2006 | 2007 | 2008 | 2009 | 2010 |
| ↘220 | ↘213 | →213 | ↘208 | ↘193 | ↗222 | ↘181 |
| 2011 | 2012 | 2013 |      |      |      |      |
| ↗183 | ↘176 | ↘165 |      |      |      |      |

## Инфраструктура
В селе работает Пролетарская основная общеобразовательная школа, имеется магазин, сельский клуб, ФАП.

## Транспорт
Старая Чуйская автомобильная трасса идёт от города Бийск по Алтайскому району, проходит через сёла Советское, Алтайское, Сараса и Пролетарка, соединяя их с соседними городами и сёлами.

## Достопримечательности
На северной окраине села находится карстовая пещера Пролетарская (ранее — Сарасинская). Общая длина пещеры 60 метров. В ней обнаружены различные археологические находки, а также окаменелые кости животных кембрийского периода, пещера является комплексным памятником природы.